# Gruel
Gruel és el nom en anglès de les farinetes.
En anglès i a la Gran Bretanya designen totes les farinetes en general, però les primeres que els venen al cap són les pròpies de la seva cultura, un tipus de farinetes servides com a beguda a la Gran Bretanya especialment a l'època victoriana. Consistia en una preparació que barrejava alguns cereals com la civada, el blat o la fàrina de sègol o d'arròs bullits en aigua o en llet. És una versió més lleugera del porridge, unes altres farinetes britàniques.
Històricament les farinetes angleses, sovint fet de mill o ordi, o en temps dolents, de farina de castanyes o de les aglans amb menys tanins d'alguns roures o alzines, van ser un aliment bàsic especialment entre els pagesos del país, igual que molts altres llocs d'Europa. En els invàlids es considerava que el gruel era una bona forma de sosteniment. i pels infants recentment deslletats. El consum de gruel ha estat tradicionalment associat amb la pobresa.

## Etimologia
L'Oxford English Dictionary diu que el mot en anglès gruel prové del llatí tardà grutellum, un diminutiu del franc *grūt com l'actual grout (morter o beurada).
De vegades s'ha traduït malament el gruel per "engrut", en català, però la traducció que dona el TermCat és "farinetes".

## Història
El gruel era aliment bàsic entre els antics grecs pels quals la carn rostida era extraordinària lligada als sacrificis als déus i el pa era una mena de luxe de les ciutats. El plebeus romans menjaven gruel suplementat amb l'oli, verdures humils i peix sec. A l'Edat Mitjana els pagesos podien evitar el delme als propietaris del molins de gra rostint els cereals per fer-los digeribles i molent petites porcions en un morter manual.

## A la cultura
En Oliver Twist (1838) de Charles Dickens apareix una menció a un gruel fet amb una ilimitada part d'aigua i poca quantitat de civada ("an unlimited supply of water" i "small quantities of oatmeal").
En Cançó de Nadal, de Charles Dickens, el gruel empfatitza com n'és de miserable Mr. Scrooge.
En The Simpsons en l'episodi "Kamp Krusty", Bart i altres nois són forçats a menjar una imitació de la marca de gruel del Pallasso Krusty. També hi ha referències al gruel en Emma de Jane Austen i en Cims borrascosos d'Emily Brontë.

## Preparacions similars al món
Les farinetes de dacsa eren el principal recurs alimentari dels pobles mesoamericans. L'atole era un gruel de dacsa, bitxo i sal. Les farinetes d'arròs a Àsia es diuen sopa d'arròs.